# Lipovljani
Lipovljani is een gemeente in de Kroatische provincie Sisak-Moslavina.
Lipovljani telt 4101 inwoners. De oppervlakte bedraagt 114,4 km², de bevolkingsdichtheid is 35,8 inwoners per km².

## Geboren in Lipovljani
- Nina Kraljić (1992), zangeres

Steden (gradovi): Sisak · Glina · Hrvatska Kostajnica · Kutina · Novska · Petrinja

Gemeenten (općine): Donji Kukuruzari · Dvor · Gvozd · Hrvatska Dubica · Jasenovac · Lekenik · Lipovljani · Majur · Martinska Ves · Popovača · Sunja · Topusko · Velika Ludina